# Île Bald (îles Malouines)
Pour les articles homonymes, voir Île Bald (homonymie).
L'île Bald (en anglais Bald Island, en espagnol Isla Pelada) est une des îles Malouines.